# Mixocyclops minutus
Mixocyclops minutus – gatunek widłonoga z rodziny Cyclopidae. Nazwa naukowa tego gatunku skorupiaków została opublikowana w 1951 roku przez szwajcarskiego zoologa Pierre-Alfreda Chappuis.